# Vendas Novas
Vendas Novas is een plaats en gemeente in het Portugese district Évora.
De gemeente heeft een totale oppervlakte van 225 km² en telde 11.619 inwoners in 2001.